# Two Mules for Sister Sara
Two Mules for Sister Sara is een Amerikaanse film uit 1970 van Don Siegel met in de hoofdrollen Clint Eastwood en Shirley MacLaine.
De film is gebaseerd op een verhaal van Budd Boetticher. Two Mules for Sister Sara was een bescheiden hit in de bioscopen, al waren de kritieken gemengd.

## Verhaal
Een eenzame vreemdeling, Hogan, trekt te paard door de woestijn. Zijn reis wordt onderbroken als hij ziet dat drie mannen bezig zijn een vrouw te verkrachten. Ze trekken haar de kleren van het lijf, maar net als zij zich op hun slachtoffer willen storten, worden ze doodgeschoten door Hogan. De vrouw vlucht weg maar komt niet lang daarna weer terug, in een habijt. De geschokte Hogan begrijpt dat hij een non gered heeft van 'een lot erger dan de dood'. 
De non blijkt Sara te heten en ze vertelt Hogan dat ze samenwerkt met een groep Mexicaanse revolutionairen. Mexico is bezet door Franse troepen en de Mexicanen willen hun land bevrijden. Hogan gaat in op Sara's verzoek om haar naar het kamp van de Mexicanen te begeleiden en hen eventueel te helpen de geldkist van het garnizoen te stelen. Op weg naar het kamp ontpopt Sara zich als een merkwaardige non, ze rookt sigaren en drinkt whisky. 
Als Hogan een Franse munitietrein wil vernietigen wordt hij geraakt door een pijl in zijn schouder. Sara verbindt hem en plaatst een springlading bij de trein. Later helpt ze Hogan om zijn geweer te richten op de lading en de trein ontploft. Ze trekken verder en komen aan in het Mexicaanse kamp. Daar hoort Hogan tot zijn verbazing dat Sara een prostituee is en een die goed kan schieten en vechten. Sara helpt Hogan om het Franse fort te infiltreren en de poorten te openen voor de Mexicanen. Er volgt een vuurgevecht met de Franse troepen, die uiteindelijk worden verslagen. 
Hogan en Sara nemen hun deel van het geld uit de geldkist en verdwijnen snel uit het zicht.

## Rolverdeling
| Acteur              | Personage         |
| ------------------- | ----------------- |
| Shirley MacLaine    | Sara              |
| Clint Eastwood      | Hogan             |
| Manolo Fábregas     | Kolonel Beltrán   |
| Alberto Morin       | Generaal LeClaire |
| Armondo Silvestre   | Eerste Amerikaan  |
| John Kelly          | Tweede Amerikaan  |
| Enrique Lucero      | Derde Amerikaan   |
| Ada Carrasco        | Moeder van Juan   |
| David Estuardo      | Juan              |
| Pancho Córdova      | Vader van Juan    |
| José Chavez         | Horacio           |
| José Ángel Espinoza | Franse officier   |
| Rosa Furman         | Vriendin van Sara |

## Achtergrond

### Voorgeschiedenis
Schrijver Budd Boetticher, bekend van talloze westernromans (zoals bijvoorbeeld de Randolph Scottreeks) schreef in 1967 het scenario voor een western. Het decor van de film was de woonplaats van de schrijver, Mexico, het verhaal speelde ten tijde van de Franse interventie in Mexico (1861-1867). Boetticher wilde zijn scenario zelf verfilmen met Robert Mitchum en Deborah Kerr. Kerr zou een Mexicaanse van adel spelen, op de vlucht voor de Mexicaanse revolutie en Mitchum een cowboy die haar zou redden en naar de VS brengen. 
Hij verkocht het scenario uiteindelijk aan Carrol Case die het aanbood aan producent Martin Rackin. Rackin liet het scenario herschrijven door Albert Maltz. In de versie van Maltz is de Mexicaanse aristocrate veranderd in een prostituee die de Mexicaanse revolutie ondersteunt en is de cowboy een huurling geworden, Hogan genaamd. 
Het scenario kwam in handen van Elizabeth Taylor die de rol van de prostituee graag wilde spelen. Als tegenspeler had ze Clint Eastwood in gedachten. Eastwood was op dat moment betrokken bij de opnames van Where Eagles Dare waarin ook de man van Taylor Richard Burton acteerde. Taylor gaf Eastwood het scenario en de acteur was meteen geïnteresseerd. Hij was na de opnames van Paint Your Wagon gefrustreerd geraakt, door regisseurs die te veel tijd namen voor scènes en vaak het budget overschreden. Hij had Malpaso Productions opgericht om op een efficiënte manier films te maken, binnen het gestelde budget. Hij vroeg Don Siegel als regisseur. Eastwood en Siegel hadden al eerder samengewerkt in Coogan's Bluff. Die samenwerking was de acteur goed bevallen. Elizabeth Taylor haakte echter vóór de opnames af. Zij dacht dat Two Mules for Sister Sara in Spanje zou worden opgenomen, waar ook Richard Burton in die periode opnames had. Toen bleek dat men Mexico had gekozen als filmlocatie, werd ze minder enthousiast. Bij Universal daalde de interesse voor de actrice, toen duidelijk werd dat enkel de verzekering van Taylor meer zou kosten dan de film. Taylor werd dus geschrapt en vervangen door Shirley MacLaine.

### Acteurs
De aanvankelijke keuze voor de rol van Sara, een Mexicaanse prostituee, was Elizabeth Taylor. Taylor kon met haar donkere haar enigszins doorgaan voor een Mexicaanse. Haar vervangster Shirley MacLaine zag er met haar bleke huid en rode haren meer uit als Ierse. De keuze voor MacLaine was volgens Clint Eastwood ook meer ingegeven door het feit dat Universal Studios wilde profiteren van het succes van MacLaine met de film Sweet Charity. 
Noch Siegel, noch Eastwood waren blij met MacLaine en waren geïntimideerd door haar bazige houding. Ze stond bekend als een moeilijke actrice om mee te werken. Siegel omschreef haar in "Clint: The Life and Legend" van Patrick McGilligan als 'een harde tante, een vrouw met ballen die weinig warmte uitstraalde'. Volgens Budd Boeticher die het oorspronkelijke scenario had geschreven van Two Mules for Sister Sara, leek MacLaine zo weinig op een non, dat de hele verrassing al uit de film was op het moment dat Sara zich ontpopt tot een prostituee. 
Voor Eastwood was het een bittere pil dat MacLaine boven hem stond op de affiches, iets wat hij in volgende films zou vermijden.

### Productie
Siegel en Eastwood maakten hun reputatie waar. Met minder draaidagen dan voorzien bleven ze onder het gestelde budget. Zij namen de film op in 65 dagen, voor 4 miljoen dollar. Via zijn Spaans sprekende assistent Bruce Surtees communiceerde regisseur Siegel zonder problemen met cinematograaf Gabriel Figueroa. Die bewees zijn kunde door verschillende filters te gebruiken om bepaalde effecten te bekomen. 
De opnamen gingen niet helemaal over rozen. Actrice Shirley MacLaine en een deel van de filmploeg waren regelmatig ziek, als gevolg van besmet eten en drinkwater. Daarnaast waren er de nodige ruzies tussen MacLaine en regisseur Don Siegel. In zijn autobiografie "A Siegel Film", beschrijft Don Siegel een ruzie tussen hem en MacLaine over een ratelslang. In het scenario wordt Sara door een slang bedreigd en door Hogan gered. Omdat de Mexicaanse autoriteiten niet wilden dat het dier na de opnames zou worden losgelaten, moest de acteur het dier echt doden. Siegel probeerde vervolgens bij MacLaine angst op te wekken voor de slang.  MacLaine vertelde dat ze regelmatig slangen doodde in haar eigen tuin en was helemaal niet bang voor het dier. Een wanhopige Siegel zei dat ze moest acteren dat ze bang was: Hogan was de held. In de ogen van Sara deed hij iets heel gevaarlijks door de slang met zijn blote handen te doden. MacLaine was niet onder de indruk. Pas toen Eastwood de kop van de dode slang aan MacLaine gaf, toonde ze een schrikreactie en werd ze groen van misselijkheid. 
Regisseur en actrice bleven elkaar in de haren zitten. De uitbarsting kwam toen MacLaine weigerde aan de linkerkant van haar muilezel af te stappen (volgens de etiquette stapt men aan de rechterkant af). Daardoor zou ze uit beeld zijn tijdens het 'master shot'. Siegel kreeg een woede-uitbarsting en schold MacLaine uit, met het gevolg dat de actrice woedend de set verliet. Niet lang daarna legden de twee hun geschillen bij en verliepen de opnames een stuk sneller.